# Fănică Vișan
Fănică Vișan a fost un cunoscut lăutar, conducător de taraf și violonist român de etnie țigan, cu vârful în carieră în anii '30-'40 (zona Gării de Nord). Deși era orb de mic (jucându-se cu carbid, i-a sărit în ochi rămânând fără vedere) avea un simț extraordinar și o voce puternică, numărându-se printre primii lăutari care au înregistrat muzică lăutărească de mahala.

## Biografie
S-a născut la începutul anilor 1900 în Valea Argovei, județul Călărași, într-o familie de lăutari vestiți în zonă. Mai avea doi frați, ambii lăutari: Sterică Vișan, care cânta cu țambalul mic și Niculae Vișan, ajuns țambalist în cadrul Orchestrei de muzică populară Radio.
Devine activ începând cu anii 1930 când se stabilește în București și își începe angajamentele la restaurantele din zona Gării de Nord, Herăstrău și Floreasca.
Debutează în 1936 la casa de discuri Electrecord împreună cu taraful său, înregistrând piese și jocuri lăutărești clasice.. Din componența formației sale făcea parte și tânărul țambalist Mitică Ciuciu.
În perioada 1940-1957 face două serii de înregistrări pentru arhiva Institutului de Etnografie și Folclor, unele cu taraful său, altele acompaniat la țambal de fratele său, Sterică Vișan.
În 1958 înregistrează un disc vinil mic, împărțit cu Dona Dumitru Siminică, pe care apare una din puținele piese în limba țigănească înregistrate în perioada comunistă (Caman te jau ando parcu).
Moare la sfârșitul anilor 1960 la București, fiind înmormântat la cimitirul „Reînvierea” din Colentina. Fiul său, Sile Vișan, a devenit un pianist desăvârșit, cântând cu formația sa multă vreme în Germania și la restaurantul Hotelului Lido din București.

## Aprecieri
„El era pe timpul ăla cel mai bun, cu o voce puternică, neavând nevoie de nicio stație, mai ales că pe timpul ăla stațiile erau foarte slabe. Dădea microfonul la o parte și cânta fără stație. Cântam o dată la un botez cu el în cartierul Herăstrău, la un prieten de-al lui, pe care îl iubea foarte mult,pe nume Virvilan. Pe atunci nu avea curent electric în casă, erau lămpi cu petrol. Când Fane a luat un ton acut, acut, s-a stins lampa. Noi am început să râdem. De câte ori lua note mai sus, lampa fila. Era foarte respectat de oameni și nu făceau nunți fără el. (...)”—Costel Vasilescu — trompetist

## Discografie
Înregistrările lui Fănică Vișan au fost realizate la casa de discuri Electrecord și Institutul de Folclor, imprimate pe discuri de gramofon și de vinil produse de Electrecord. Două din înregistrări au fost editate și pe un CD colectiv.
| An   | Număr de catalog                                                          | Format                 | Piese                                                                          | Acompaniament                                  |
| 1936 | 1055                                                                      | shellac, 25 cm, 78 RPM | De ești supărată Foaie verde lin pelin                                         | taraful Fănică Vișan                           |
| 1936 | 1056                                                                      | shellac, 25 cm, 78 RPM | Foaie verde boabe, boabe Bălănuș, bălane                                       | taraful Fănică Vișan                           |
| 1936 | 1057                                                                      | shellac, 25 cm, 78 RPM | Doina Oltului și Ciocârlia Hora lui Fănică                                     | taraful Fănică Vișan solo țambal Mitică Ciuciu |
| 1936 | 1058                                                                      | shellac, 25 cm, 78 RPM | Hora, sârba lăutarilor Sârba craiovenilor                                      | taraful Fănică Vișan solo țambal Mitică Ciuciu |
| 1947 | 1648                                                                      | shellac, 25 cm, 78 RPM | Perinița Fusu'                                                                 | taraf Fănică Vișan                             |
| 1958 | EPC 146 Muzică populară țigănească                                        | vinil, EP, 17 cm       | 1. Caman te jau ando parco (Vreau să mă duc în parc) 2. Dă-mi boierule nevasta | taraful Fănică Vișan                           |
| 1963 | EPD 1016 Antologia muzicii populare românești, vol. II                    | vinil, LP, 25 cm       | 9a. Cântecul miresei                                                           | taraful Fănică Vișan                           |
| 1983 | EPE 02307 The Traditional Folk Music Band: IV. Ilfov - Vlașca - Teleorman | vinil, LP, 30 cm       | 2. Cântec ritual de nuntă: Cântecul miresei                                    | taraful Fănică Vișan                           |
| 2009 | EDC 327 Dă-mi, boierule, nevasta. Cântece lăutărești                      | compact disc           | 4. Vreau să mă duc în parc 8. Dă-mi, boierule, nevasta                         | taraful Fănică Vișan                           |